# Sân bay Pleiku
Sân bay Pleiku hay Cảng hàng không Pleiku (mã IATA: PXU; mã ICAO: VVPK) là một sân bay nội địa tọa lạc tại đường 17/3, phường Thống Nhất, tỉnh Gia Lai, cách trung tâm thành phố Pleiku khoảng 6 km về phía Tây Nam. Sân bay này do Tổng công ty Cảng hàng không Việt Nam quản lý. Trong thời kỳ chiến tranh Việt Nam, đây là một căn cứ không quân của Không lực Việt Nam Cộng hòa và Không lực Hoa Kỳ. Sân bay có đường băng dài 1817 m và đã được kéo dài lên 2400 m (hoàn thành và đưa vào sử dụng vào ngày 1 tháng 9 năm 2015) và hiện có thể tiếp nhận những máy bay tầm trung như Airbus A321. Nhà ga đã được mở rộng và đến thời điểm tháng 9/2015 có công suất phục vụ 1 triệu lượt khách mỗi năm. Năm 2013, lượng hành khách qua sân bay này là 319.000 lượt khách, năm 2014 dự kiến đạt 329.600 lượt khách.
Hiện nay, trung bình mỗi ngày sân bay phục vụ 22 chuyến bay đi và đến với trên 3.000 lượt hành khách.

## Lịch sử hình thành và phát triển
Sân bay được xây dựng từ những năm 1960, sử dụng phục vụ mục đích quân sự là chính. Ngày 18 tháng 3 năm 1975, Pleiku được giải phóng, sân bay Pleiku là căn cứ của Không quân Việt Nam.
Tháng 5/1977, Tổng cục Hàng không dân dụng tổ chức mạng đường bay: Tân Sơn Nhất – Pleiku – Gia Lâm, Gia Lâm – Đà Nẵng – Pleiku – Gia lâm tần suất một chuyến/tuần bằng các loại máy bay AN 24, YAK 40, DC4. DC6….
Để đáp ứng nhu cầu phục vụ, tháng 11/1991, sân bay Pleiku được xây dựng nhà ga hành khách mới có tổng diện tích 600 m2, vào giờ cao điểm nhà ga có thể phục vụ được 60 lượt khách.
Năm 1999, sân bay được đầu tư nâng cấp đường cất - hạ cánh bị hư hỏng, bảo đảm việc khai thác an toàn, hiệu quả các chuyến bay.
Năm 2001, sân bay được đầu tư xây dựng mới khu hàng không dân dụng, bao gồm các công trình chính: nhà ga hàng không dân dụng, nhà điều hành, nhà xe ngoại trường, đài chỉ huy… Trong đó, nhà ga hành khách có diện tích tầng 1 là 1.432m2, tầng 2 là 1.140m2 phục vụ 150 lượt hành khách giờ cao điểm, sân đậu tàu bay với 3 vị trí đậu cho loại Bombardier, Forker, ATR72 và 2 chỗ cho loại máy bay có trọng tải dưới 7 tấn, sân đậu ô tô có sức chứa 130 ô tô các loại.
Tháng 3/2003, khu hàng không dân dụng mới chính thức đi vào hoạt động.
Ngày 28/9/2014, Tổng công ty cảng hàng không Việt Nam (ACV) đã tổ chức khởi công dự án cải tạo, nâng cấp đồng bộ công suất Cảng hàng không Pleiku gồm 2 dự án: Dự án “Kéo dài, nâng cấp đường cất hạ cánh, đường lăn và sân đậu máy bay” và dự án “cải tạo, mở rộng nhà ga hành khách”. Mục tiêu của dự án nhằm đảm bảo khai thác các loại máy bay A320, A321, Boeing 737 và tương đương, nâng cao chất lượng phục vụ hành khách, tạo động lực thúc đẩy phát triển kinh tế - xã hội tỉnh Gia Lai, phù hợp với kế hoạch phát triển đội bay của các hãng hàng không Vietnam Airlines, Vietjet Air, Pacific Airlines, Bamboo Airways.
Sau khi mở rộng và nâng cấp, Cảng hàng không Pleiku có đường cất hạ cánh 2.400m x 45m, hệ thống trang thiết bị hiện đại, hệ thống đèn tín hiệu hàng không hoạt động 24h/24h, đảm bảo khai thác các loại máy bay A320/321, Boeing 737; có 05 vị trí đỗ máy bay theo phương thức tàu bay tự lăn vào/lăn ra, trong đó có 2 vị trí đậu máy bay A320, A321 và tương đương và 3 vị trí đậu máy bay ATR72 và tương đương. Dự án cải tạo, nâng cấp đồng bộ công suất Cảng hàng không Pleiku được khánh thành và đưa vào khai thác từ ngày 5/9/2015.
Năm 2016, Cảng hàng không Pleiku được Tổng công ty cảng hàng không Việt Nam (ACV) đầu tư thêm dự án Hệ thống hạ cánh chính xác ILS; Dự án Mở rộng sân đỗ máy bay thêm 3 vị trí đỗ dành cho máy bay A320/A321 và tương đương.

## Nhà ga hành khách
Tổng diện tích là 3.174,53m2, gồm 2 tầng, 2 cửa ra máy bay, đáp ứng 300 hành khách/giờ cao điểm, có khả năng phục vụ 600.000 lượt hành khách/năm.
Nhà ga được trang bị đầy đủ hệ thống kỹ thuật hàng không chuyên dụng hiện đại, tiên tiến với nhiều tiện ích phục vụ hành khách như: 10 quầy làm thủ tục hàng không, 22 màn hình hiển thị thông tin chuyến bay; hệ thống cổng từ, máy dò kim loại, máy soi chiếu kiểm tra an ninh, máy soi chiếu kiểm tra hành lý; hệ thống camera giám sát; hệ thống thiết bị wifi; hệ thống biển báo, biển chỉ dẫn thoát hiểm; hệ thống báo cháy, PCCC tự động, hệ thống chống sét; cung cấp đầy đủ xe đẩy hành lý và xe dành cho người khuyết tật…

## Các hãng hàng không hoạt động và tuyến bay
| Hãng hàng không  | Điểm đến                                                |
| Bamboo Airways   | Hà Nội, Hải Phòng, Đà Nẵng, Thành phố Hồ Chí Minh, Vinh |
| Pacific Airlines | Thành phố Hồ Chí Minh                                   |
| Vietnam Airlines | Hà Nội, Thành phố Hồ Chí Minh                           |
| Vietjet Air      | Hà Nội, Hải Phòng, Thành phố Hồ Chí Minh                |

## Thống kê
| Năm  | Số hành khách thông qua |
| ---- | ----------------------- |
| 2008 |                         |
| 2009 |                         |
| 2010 | 166.203                 |
| 2011 | 292.544                 |
| 2012 | 319.833                 |
| 2013 | 319.992                 |
| 2014 | 329.600                 |
| 2015 | 237.564                 |
| 2016 | 797.508                 |
| 2017 | 753.784                 |
| 2018 | 723.000                 |
| 2019 | 780.000                 |

## Hình ảnh

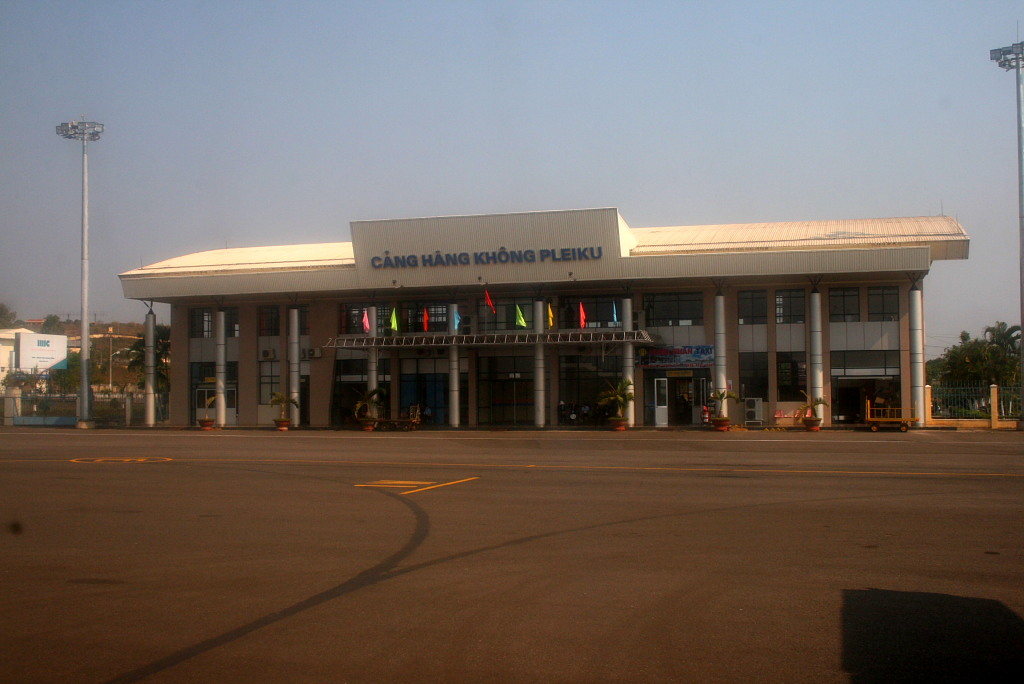
Nhà ga sân bay Pleiku
Bên trong nhà ga
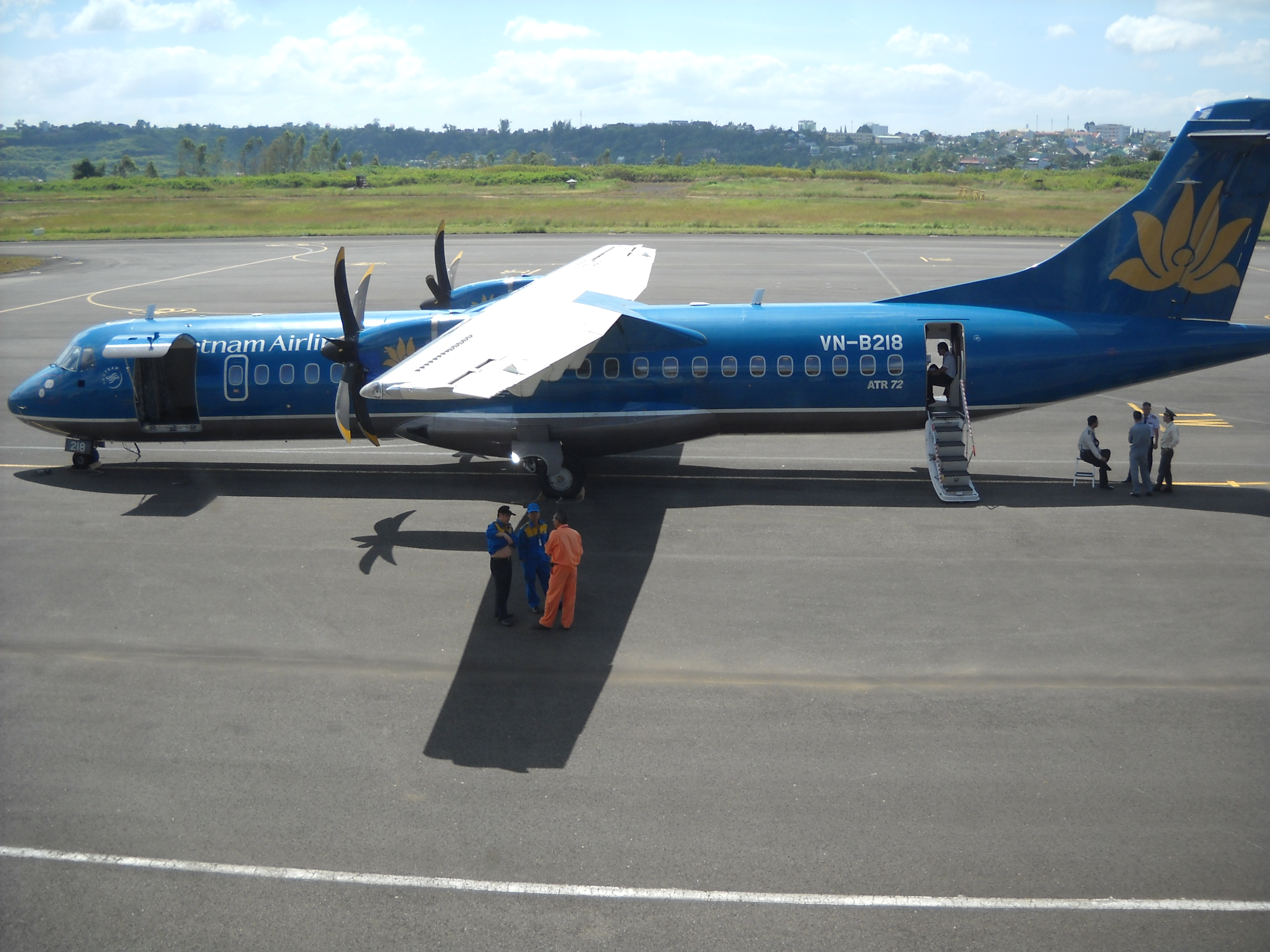
Máy bay ATR72 của VNA tại sân bay